# Dodge Brisa
Dodge Brisa – samochód osobowy klasy miejskiej produkowany pod amerykańską marką Dodge w latach 2002–2009.

## Pierwsza generacja

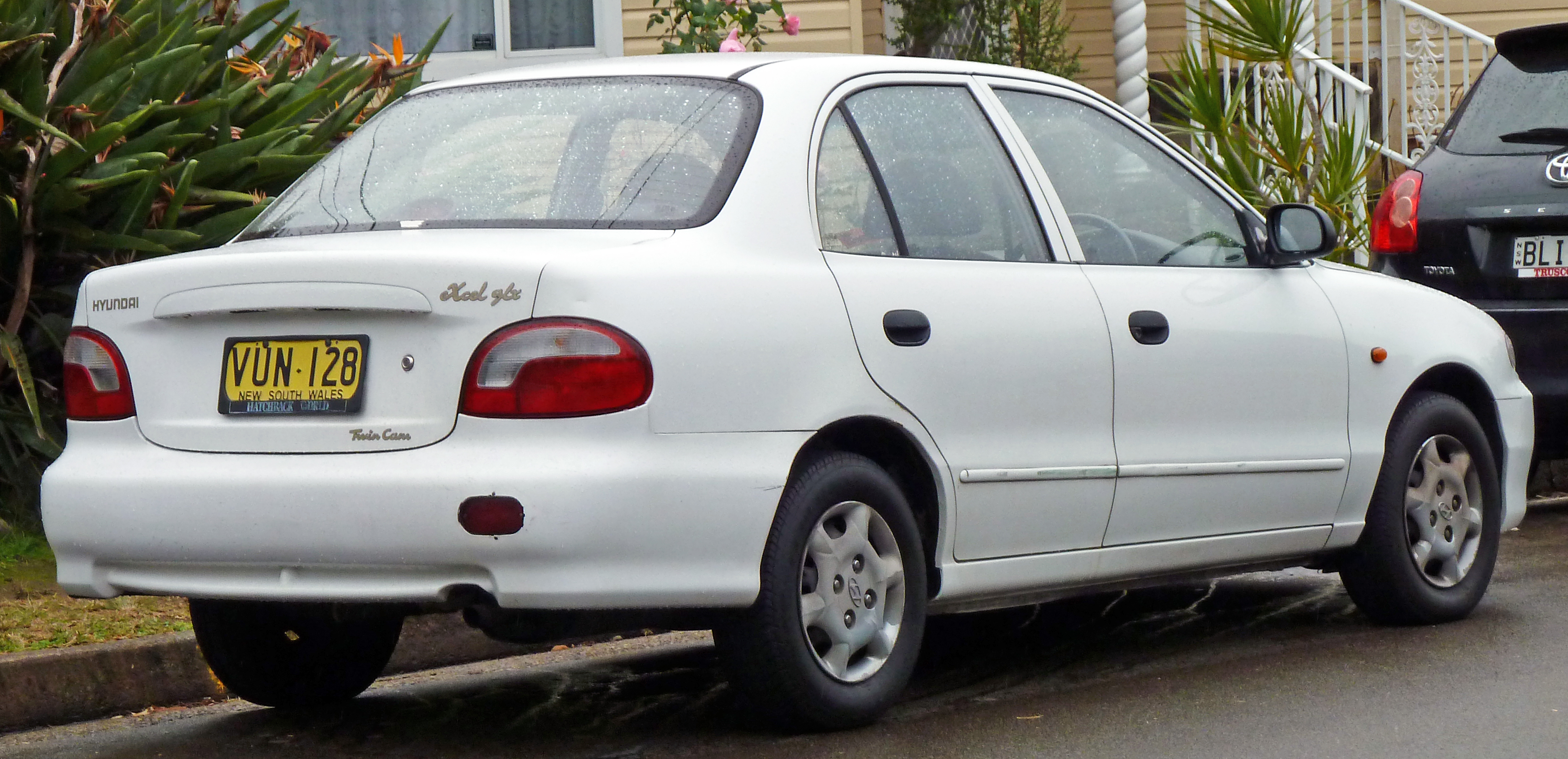
Dodge Brisa I – tył

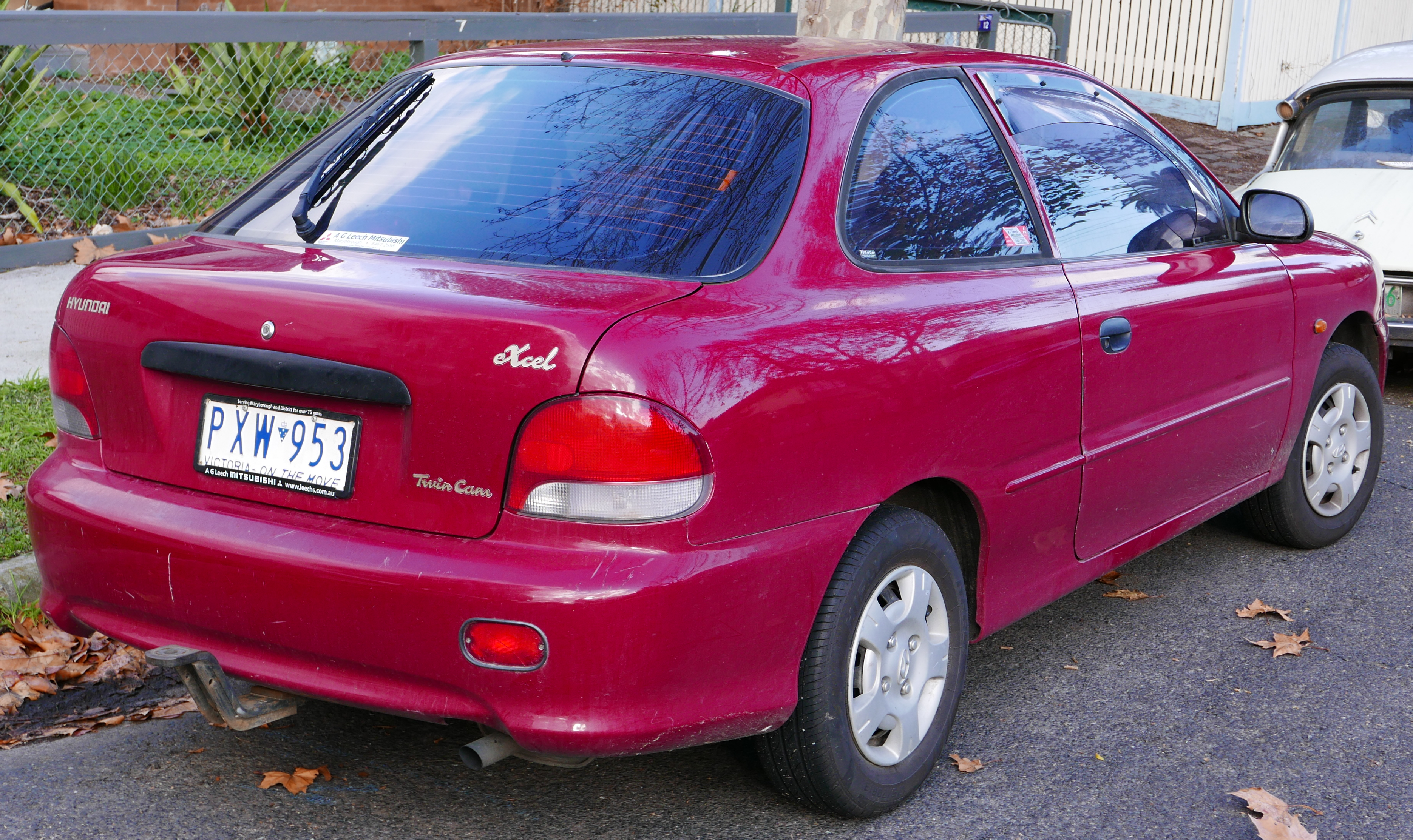
Dodge Brisa I Coupe

Dodge Brisa I został zaprezentowany po raz pierwszy w 2002 roku.
W 2002 roku koncern Chrysler pośredniczył w zawarciu strategicznego partnerstwa między wenezuelskim przedsiębiorstwem MMC Automotriz a południowokoreańskim Hyundaiem, rozpoczynając w 2002 roku w Barcelonie produkcję Hyundaia Accenta pod marką Dodge jako Dodge Brisa.
Samochód wytwarzany był z przeznaczeniem na lokalny rynek, odróżniając się od modelu Hyundaia jedynie innymi emblematami i oznaczeniami producenta.

### Silnik
- L4 1.3l 82 KM

## Druga generacja

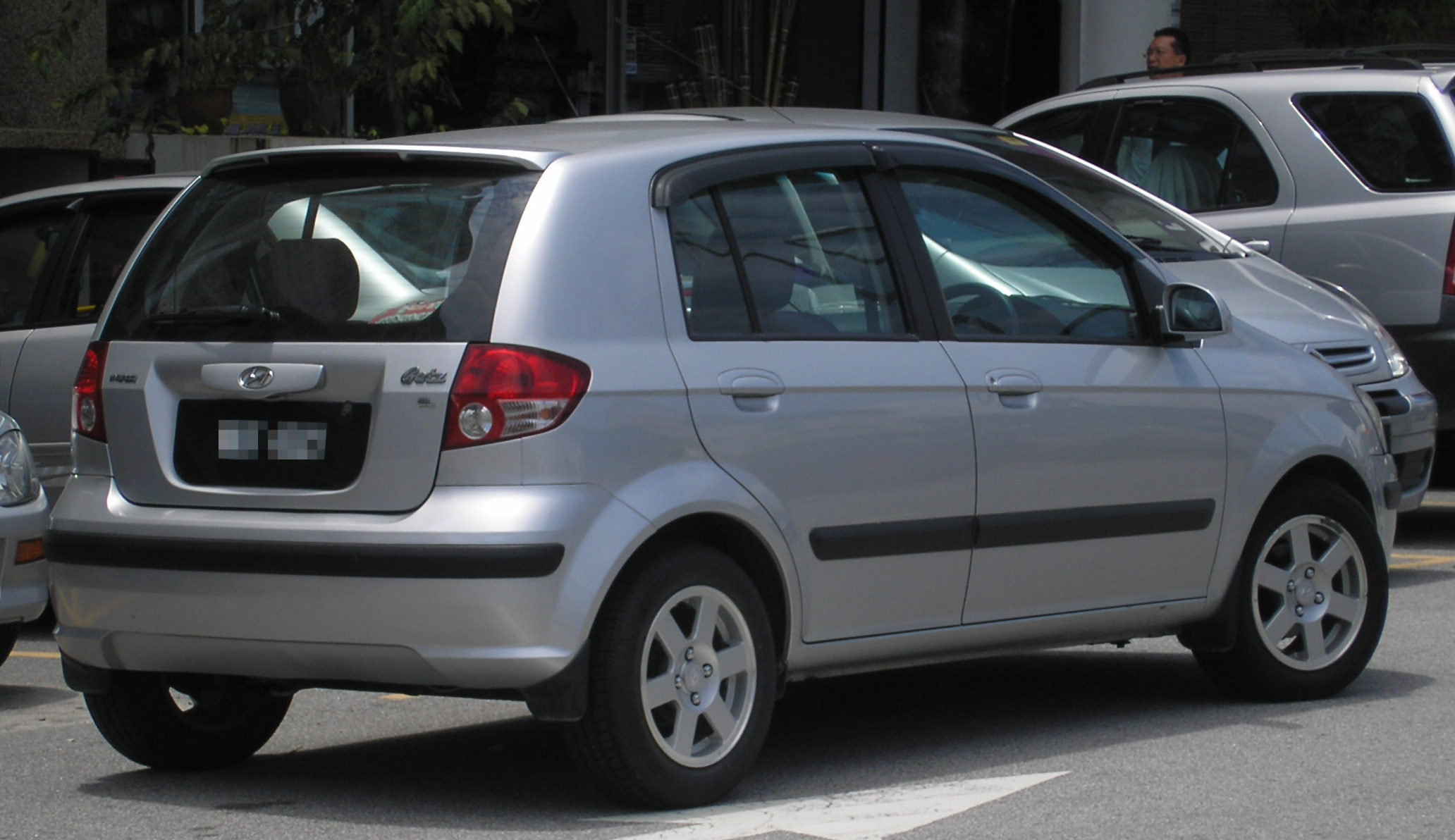
Dodge Brisa II – tył

Dodge Brisa II został zaprezentowany po raz pierwszy w 2006 roku.
Z powodu niewielkiej sprzedaży dotychczasowego modelu, w 2006 roku MMC Automotriz we współpracy z Dodge zdecydowało się przedstawić drugą generację modelu Brisa, która tym razem była wenezuelską odmianą miejskiego hatchbacka Hyundai Getz. Podobnie jak w przypadku poprzednika, samochód odróżniał się innymi emblematami oraz oznaczeniami modelu i wytwarzany był z przeznaczeniem wyłącznie na rynek Wenezueli. Produkcję zakończono w 2009 roku, kończąc tym samym współpracę z Hyundaiem.

### Silnik
- L4 1.3l 82 KM